# Seututie 346
Pour les articles homonymes, voir Route 346.
La route régionale 346 (finnois : Seututie 346) est une route régionale allant de Vilppula à Mänttä-Vilppula jusqu'à Kotala à Virrat en Finlande,,.

## Présentation
La seututie 346 est une route régionale de Pirkanmaa.